# Leptaulax koreanus nomura
Leptaulax koreanus Nomura es una subespecie de coleóptero de la familia Passalidae.

## Distribución geográfica
Habita en Corea.